# Obligación colateralizada por deuda
Una obligación garantizada por deuda o colateralizada mediante deuda (en inglés Collateralized Debt Obligation o CDO) es un tipo de producto financiero estructurado y respaldado por activos financieros de tipo ABS (asset-backed security). Originalmente este tipo de valores fueron desarrollados para los mercados de deuda corporativos, aunque con el tiempo las CDO se ampliaron para incluir también hipotecas y valores respaldados por hipotecas ("MBS").
Como otros tipos de valores privados respaldados por activos, una CDO puede considerarse como una "promesa y obligación de pagar" a los inversores en un determinado orden, según el flujo de caja que las CDO recaudan de un conjunto de bonos y otros activos que poseen. Las CDO se rebanan en tranches ('tramos'), que recaudan el flujo de caja asociado a intereses y pagos principales en un orden basado en la antigüedad. El término "valor estructurado" se refiere a las diferencias de derechos de cobro que tiene cada uno de los "tramos" (tranches) en que se dividen los derechos. Si algunos préstamos quedan impagos (préstamos morosos) y los flujos de caja recaudados por la CDO son insuficientes para pagar a todos sus inversores, entonces los más nuevos (junior tranches 'tramos de menor antigüedad') son los que asumirán pérdidas en primer lugar. Los últimos en perder fondos asociados al impago y, por tanto, los más seguros son los asignados a los primeros inversores (senior trenches 'tramos de mayor antigüedad'). Consecuentemente, los pagos a cupones (y sus intereses asociados) varían para cada "tramo" (tranche) siendo los tramos más antiguos y seguros los que reciben una menor tasa de interés y los más nuevos los que reciben una tasa de interés más alta para compensar el mayor "riesgo por impago" de estas últimas. Así las CDO pueden recibir clasificaciones en orden de seguridad: Senior AAA (conocidas como super senior); Junior AAA; AA; A; BBB; Residual.
Las diferentes entidades de propósito especial (más que el banco inversor principal) emiten las CDOs y pagan los intereses a los inversores individuales. A medida que las CDOs se desarrollaron algunos agentes reempaquetaron los "tramos" en un producto derivado aún más complejo, conocido como "CDO-al cuadrado" o "CDOs de CDOs."
A principios de los años 2000, la mayor parte de las CDOs eran paquetes de activos financieros diversificados, pero hacia 2006-2007, cuando el mercado de las CDO se expandió enormemente y suponía centenares de miles de millones de dólares esto había cambiado. Las CDO colateralizadas, en su gran mayoría estaban asociadas no ya a préstamos bancarios,  sino a "tramos" de un riesgo mayor (calificados como BBB o A) que habían sido reciclados o reutilizados para otros valores respaldados en activos financieros, en los que la mayor parte de activos eran hipotecas subprime. Estas CDOs han sido calificadas como "el motor que impulsó la cadena de oferta de hipotecas baratas" dentro del mercado de la hipotecas subprime, y que proporcionaron a los prestamistas mayores incentivos para conceder préstamos menos calificados situación que condujo a la crisis de 2007-9 conocida como crisis de las hipotecas subprime.